# Jacob van Strij
Jacob van Strij, né le 2 octobre 1756 à Dordrecht où il est mort le 4 février 1815, est un peintre néerlandais.

## Biographie
Fils du peintre et illustrateur de Dordrecht Leendert van Strij et de Catharina Smak, Jacob van Strij, a reçu sa première formation en tant que peintre comme son frère Abraham, de son père. Il a ensuite étudié à l’Académie d’Anvers et a été ensuite été l’élève du peintre anversois Andreas Lens. De retour à Dordrecht, il se met au paysage. Tant sur le plan individuel que conjointement avec son frère Abraham, il a peint plusieurs des tentures murales pour des clients de Dordrecht.
Le 24 décembre 1786, van Strij a épousé à Dordrecht Magdalena Cornelia van Rijndorp de Nimègue. Van Strij a été, dans le reste de sa vie, en proie à la goutte, ce qui rend la peinture a été entravée. Le portrait qu’a fait de lui Pieter Christoffel Wonder décrit explicitement la souffrance de van Strij qui a néanmoins continué son travail de peintre jusqu’à sa mort.
Son fils Hendrik Johannes van Strij a été peintre comme son père, son oncle et son grand-père.

## Galerie

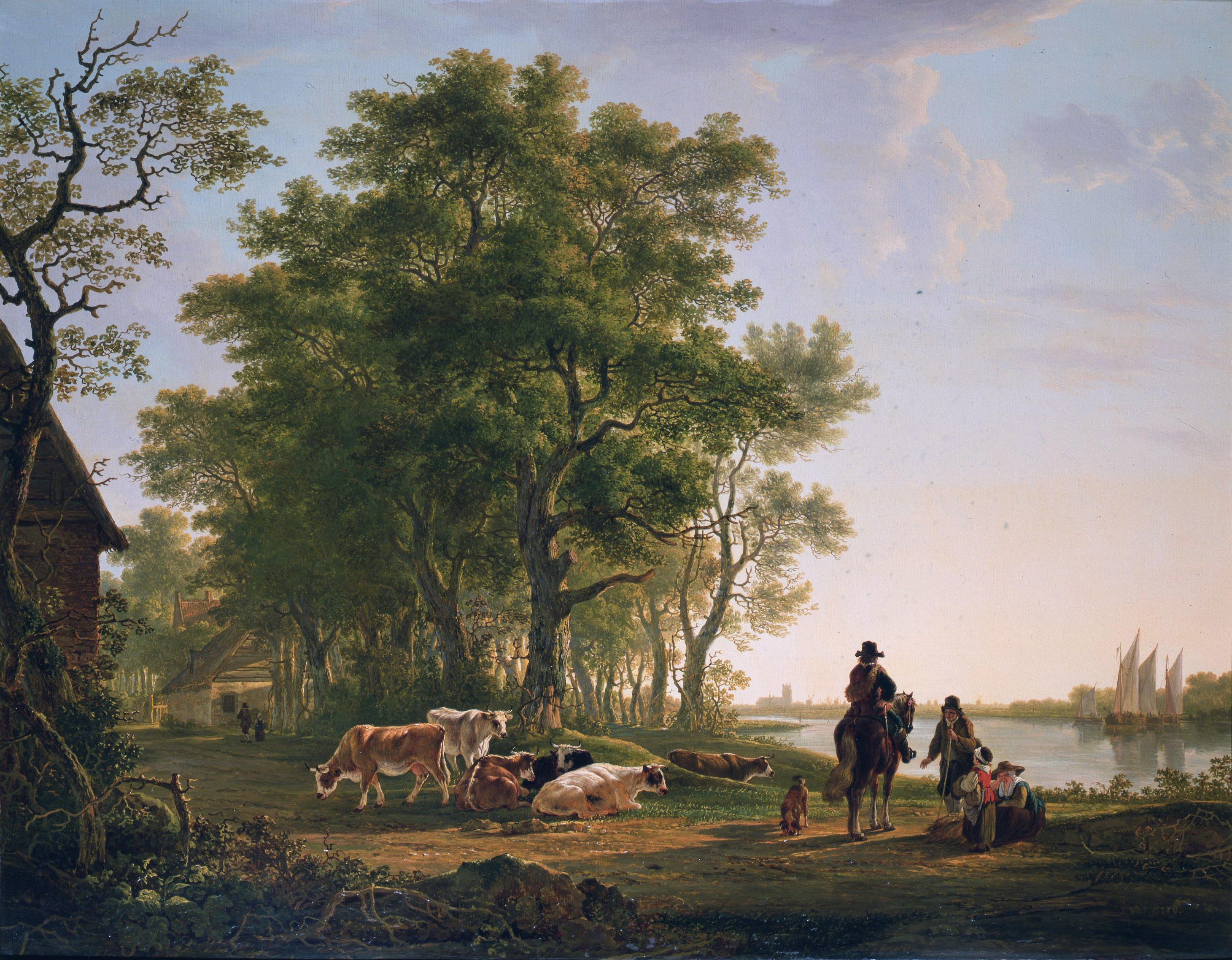
Paysage près de Dordrecht